# Nature Physics
Nature Physics er et månedligt, fagfællebedømt, videnskabeligt tidsskrift, der bliver udgivet af Nature Research. Det blev udgivet første gang i oktober 2005. Chefredaktøren er Andrea Taroni.
Indholdet dækker både letters, artikler, reviews, nyheder, kommentarer, boganmeldelse og andet med relation til anvendt fysik.